# 埃內爾·索本嘉
埃內爾·索塞納·索本嘉（英語：Enele Sosene Sopoaga；1956年2月10日—），為吐瓦魯外交官，曾於2013年～2019年間擔任图瓦卢总理。
他在2010年吐瓦魯大選中當選成為吐瓦魯國會議員後開始投入政治。在馬蒂亞·托阿法於2010年9月至12月成立的短期吐瓦魯內閣中，他分別擔任過副總理、外交部部長、環境部部長以及勞工部部長等職位。2010年12月在托阿法的支持下，他則成為了監督新吐瓦魯總理威利·特拉維之政府的反對派領導人。
在特拉維遭到吐瓦魯總督去職並且一度引起政治危機時，2013年8月1日開始，他獲總督任命，先行擔任代理總理一職。隔天反對派成功地表決通過對於特拉維政府的不信任動議，而在後續選舉中索本嘉以8票對上4票當選成為下一任吐瓦魯總理。2013年8月5日時他正式宣誓就職，並且在同一天索本嘉內閣也宣告成立。
2019年大選後，他保留自己的議席，但因取不到多數議員支持而卸任總理。